# José Guerrero Lovillo
José Guerrero Lovillo (Olvera, 1919 - Sevilla, 1996).
Nace en Olvera en 1919, catedrático y profesor de Historia del Arte en las universidades de Sevilla y Barcelona, donde crea la biblioteca del arte. Es autor de varios libros.